# Surianaceae
 Surianaceae is een botanische naam, voor een familie van tweezaadlobbige planten. Een familie onder deze naam wordt de laatste decennia algemeen erkend door systemen voor plantentaxonomie, en zo ook door het APG-systeem (1998) en het APG II-systeem (2003). In de omschrijving aldaar omvat de familie ook de planten die soms wel de aparte familie Stylobasiaceae vormden.
Het gaat om een heel kleine familie.
In het Cronquist-systeem (1981) is de plaatsing in de orde Rosales.